# 鳳邠道
鳳邠道，清朝设置的道，属于陕西省。
顺治二年（1645年）设清军驿传道，驻西安府，康熙六年（1667年）裁撤。康熙十三年（1674年）再设驿传道，康熙二十一年（1682年）再次裁撤。康熙三十二年（1693年）再设。雍正十二年（1734年），改为驿盐道，乾隆九年（1744年），分巡凤翔府、邠州。乾隆十三年（1748年），为按察使司副使衔。乾隆二十五年（1760年），称分巡鳳邠等处地方盐驿道。嘉庆元年（1796年），改为鳳邠道，驻凤翔府，下辖凤翔府、邠州直隶州。嘉庆十一年（1806年），兼管盐务，称盐法兼分巡地方鳳邠道。咸丰末年，驻西安府。光绪三十年（1904年），西鄜道裁撤，西安府、鄜州、州来属，称鳳邠西乾鄜道。光绪三十四年（1908年）四月裁撤。